# Persona monónima

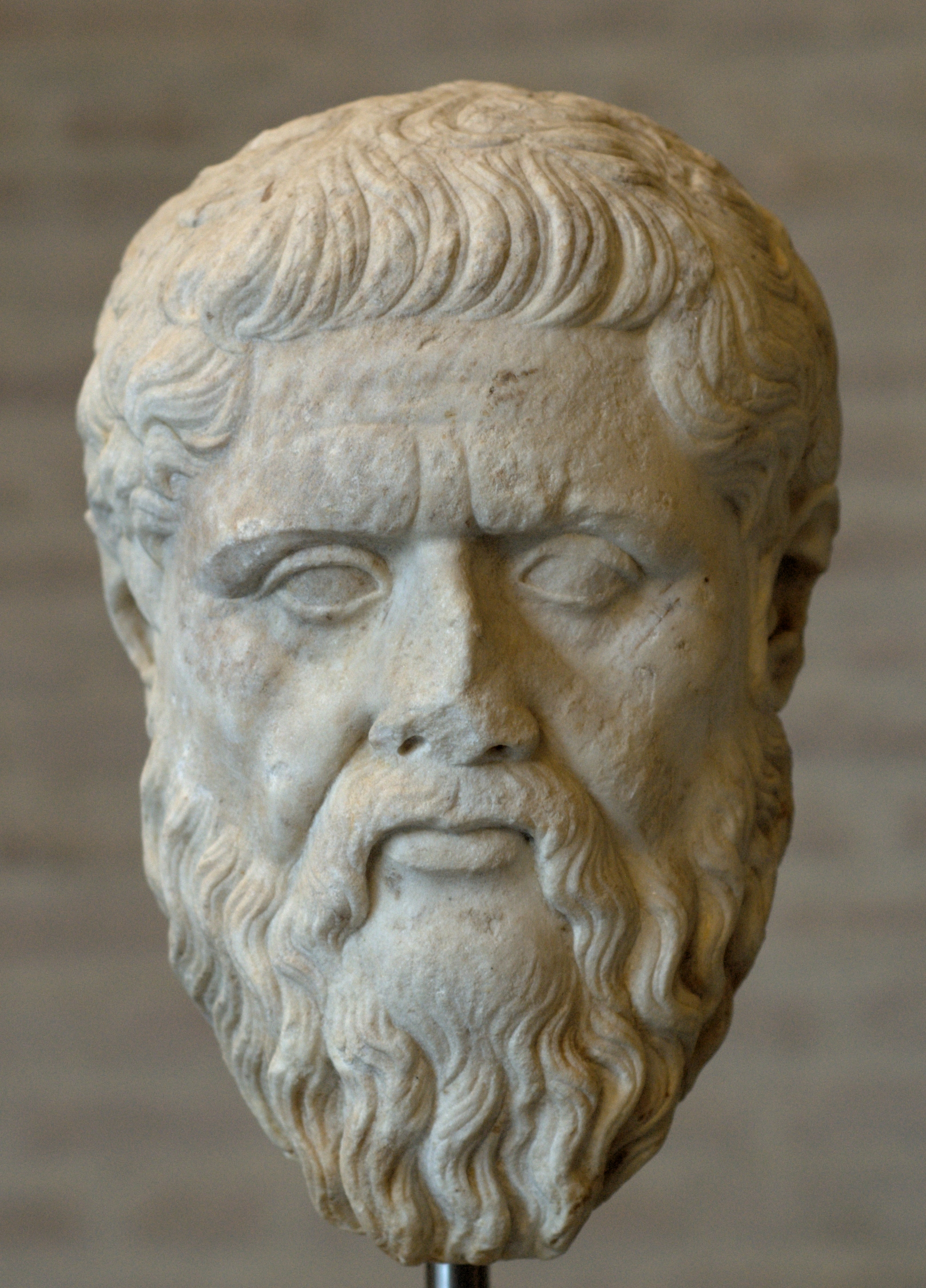
Platón.

Se denomina persona monónima (del griego ático μόνος [mónos, ‘uno’, ‘solo’, ‘único’] y del dórico y eólico ὄνυμα, ὀνύματος [ónyma, onýmatos, ‘nombre’]) a quien se conoce y designa con un monónimo, es decir, por  un nombre único. En algunos casos, dicho nombre ha sido elegido por el individuo, que puede haber tenido originalmente un polínimo («nombre múltiple»). En otros casos, ha sido determinado por las costumbres del país o por alguna persona o grupo interesado.
Numerosos músicos y actores han adoptado nombres únicos, tales como Cher, Adele, Shakira, Beyoncé, Madonna, Prince, Björk, Rihanna, Ozuna, Selena, Agoney, Drake, entre muchos otros.
En España, Portugal y Brasil, es común que los futbolistas sean conocidos por un nombre único. Así es el caso de Xavi, Pelé, Ronaldo, Ronaldinho, Kaká, entre otros.